# Dario Castiglio
Dario Castiglio, pseudonimo di Dario Faiella (Napoli, 8 maggio 1986), è un attore italiano.

## Biografia
Nato a Napoli l'8 maggio 1986, è figlio del cantante Peppino di Capri (nome d'arte di Giuseppe Faiella) e di Giuliana Gagliardi. Si è diplomato al corso triennale Acting Training di Beatrice Bracco e frequentando dei laboratori teatrali con Michael Margotta e Viviana Di Bert.
Prima di debuttare sul grande schermo come protagonista maschile del film Sul mare, diretto da Alessandro D'Alatri, nelle sale nel 2010, vincendo il premio “A mme piace andare in bbbarca”,  ha recitato in teatro e in televisione come protagonista di puntata nelle serie televisive R.I.S. 5 - Delitti imperfetti e Distretto di Polizia 9, entrambe in onda nel 2009 su Canale 5, e in vari cortometraggi, tra cui: Io non esisto, regia di Lorenzo Sportiello, e L'amore ci dividerà, regia di Federico Tocchella, dove interpreta la parte di Marco De Maria. Nel 2011 torna sul piccolo schermo con la serie TV Squadra antimafia - Palermo oggi 3 con Giulia Michelini e Simona Cavallari, dove recita la parte di Alessio Carreras.
Nel film biografico del 2025 Champagne - Peppino di Capri, diretto da Cinzia TH Torrini, Dario interpreta la parte di Mimmo di Francia.

## Carriera

### Teatro
- Menjunje, regia di Beatrice Bracco (2007)
- Le prigioni dell'amore, regia di Beatrice Bracco (2008)

### Cinema
- Sul mare, regia di Alessandro D'Alatri (2010)

### Televisione
- R.I.S. 5 - Delitti imperfetti, regia di C. De Matteis (2009)
- Distretto di Polizia 9, regia di Alberto Ferrari, episodio 9x06 (2009)
- Squadra antimafia - Palermo oggi 3, registi vari - 7 episodi (2011)
- Il tredicesimo apostolo 2, regia di Alexis Sweet (2014)
- Il bosco, regia di Eros Puglielli (2015)

### Cortometraggi
- Cuori randagi, regia di J. Triviani (2005)
- I racconti di San Casciano, regia di M. Nocelli (2007)
- Io non esisto, regia di Lorenzo Sportiello (2007)
- Batman without borders, regia di Marco Renda (2008)
- L'amore ci dividerà, regia di Federico Tocchella (2009)
- In the search of Scott Crombie, regia di Frank Ciota (2011)
- La divina commedia, regia di Claudio Cicconetti (2013)

### Videoclip
- Champagne, di Peppino di Capri, regia di Pierpaolo Verga (2008)